# Cybaeodes alicatai
Espèce
Cybaeodes alicatai est une espèce d'araignées aranéomorphes de la famille des Liocranidae.

## Distribution
Cette espèce est endémique de Tunisie. Elle se rencontre vers Aïn Draham.

## Description
La femelle holotype mesure 4,07 mm.

## Étymologie
Cette espèce est nommée en l'honneur de Pietro Alicata.

## Publication originale
- (en) Norman I. Platnick et Francesca Di Franco, « On the relationships of the spider genus Cybaeodes (Araneae, Dionycha) », American Museum Novitates, no 3053,‎ 1992, p. 1-9 (ISSN 0003-0082, lire en ligne, consulté le 20 décembre 2020).